# Bon-Claude Cahier de Gerville

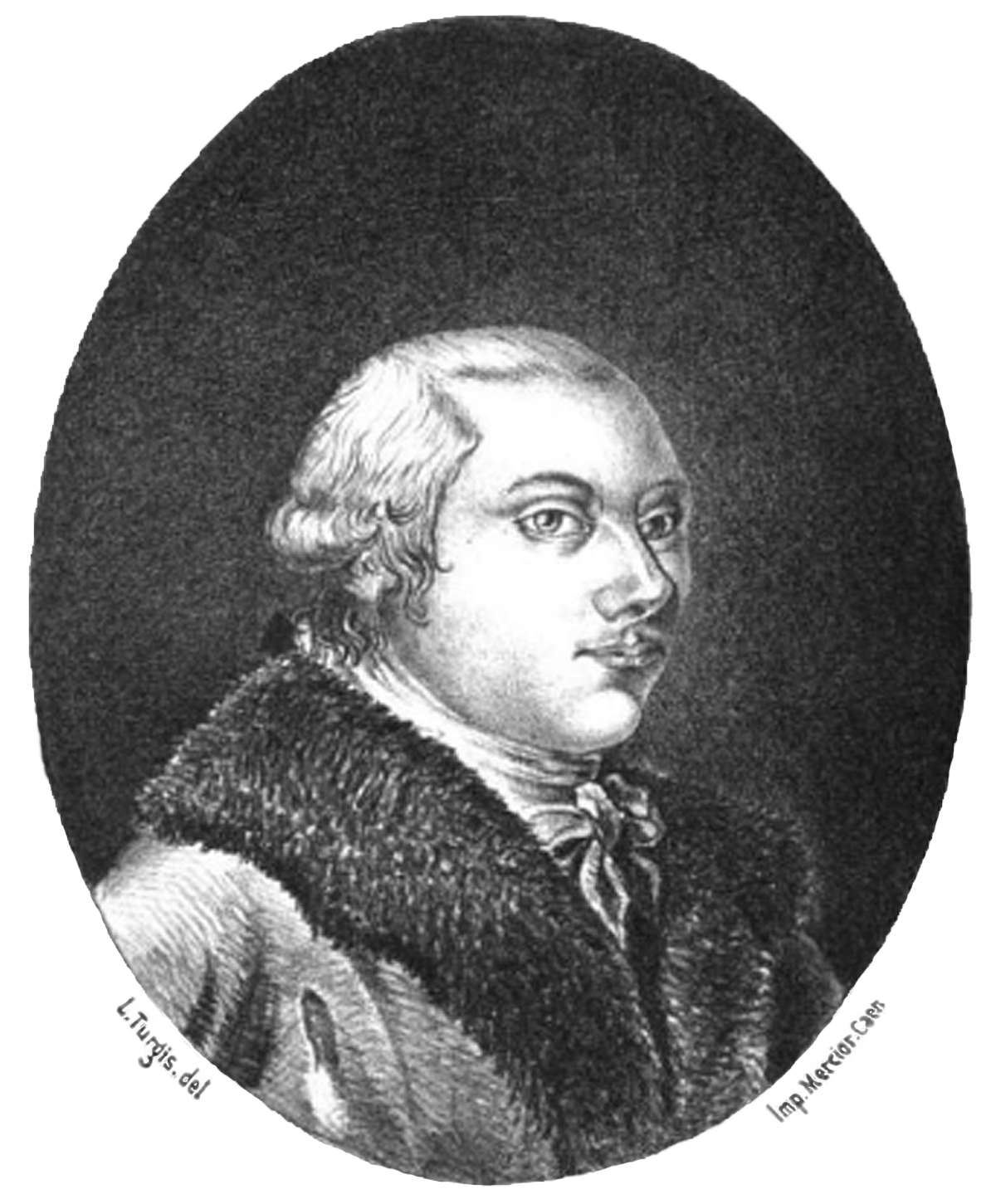
Bon-Claude Cahier de Gerville (1751–1796)

Bon-Claude Cahier de Gerville (* 30. November 1751 in Bayeux; † 15. Februar 1796 ebenda) war eine Persönlichkeit der Französischen Revolution, von November 1791 bis März 1792 Innenminister unter Ludwig XVI. und Jurist.
Sein Vater Gabriel Cahier war Steuereinnehmer der Stadt Bayeux und über die Mutter Madeleine Hélye ist nichts bekannt. Bon-Claude fügte seinem Namen einen Ortsnamen hinzu, studierte Rechtswissenschaften in Paris und war Rechtsanwalt im Parlement. Im Jahr 1789, Wähler in Paris und Vertreter der Gemeinde für den Bezirk Sepulcre, wurde er im Oktober 1789 zum stellvertretenden Generalstaatsanwalt ernannt. Während des Aufstands der Soldaten von Cháteauvieux (August 1790) nach Nancy geschickt wurde er später in das Innenministerium (17. November 1791) von der patriotischen Partei der gesetzgebenden Versammlung berufen, die ihm für den Bericht über die Affäre von Nancy zum Inaktivismus der königlichen Offiziere dankbar war. Ein Mann mit direkter Sprache und rauem Benehmen ersetzte somit Lessart, den ernannten Außenminister, und Ludwig XVI. war gezwungen, einen jakobinisch geprägten Minister zu installieren.
Auf Ersuchen des Ausschusses für öffentlichen Unterricht schickte er am 15. Dezember 1791 ein Rundschreiben an die Départementsvorsitzenden, in dem er um die Zusendung einer detaillierten Bekanntmachung zu allen Bildungs- und Ausbildungseinrichtungen der einzelnen Abteilungen bat. Die Antworten auf dieses Rundschreiben enthielten wertvolle Informationen zum Stand der öffentlichen Bildung in Frankreich am Ende des Ancien Régime.
Er trat am 10. März 1792 wegen des Zivilstatus des Klerus zurück. Er zog sich in seine Heimatstadt Bayeux zurück, wo er vier Jahre später im Alter von 44 Jahren, am 15. Februar 1796, starb.

## Werke (Auswahl)
- 1791 Lettre de M. le ministre de l'inte rieur, a M. le maire de Paris: le 30 novembre 1791
- 1791 Rapport fait a l'Assemble e nationale par le ministre de l'inte rieur le 2 de cembre 1791, sur la ne cessite de procurer quelques avances a un certain nombre de de partemens, pour les de penses relatives aux travaux des routes
- 1792 Compte rendu par Bon-Claude Cahier, ministre de l'inte rieur, a l'Assemble e nationale: dans la se ance du samedi 18 fe vrier 1792 : imprime par ordre de l'Assemble e nationale
- 1792 Rapport du ministre de l'inte rieur a l'Assemble e nationale, sur l'exe cution de la loi du 14 mars 1792: imprime par ordre de l'Assemble e nationale par de cret du 23 mars 1792
- 1792 Compte rendu en exe cution du de cret du 20 fe vrier 1792, par B.C. Cahier, ministre de l'inte rieur, sur les mesures qu'il a prises pour pre venir la suite des troubles e leve s dans le de partement des Bouches-du-Rho ne, notamment dans la ville d'Arles: se ance du 27 fe vrier 1792 : imprime par ordre de l'Assemble e nationale
- 1792 Objets soumis à l'Assemblée nationale, par le ministre de l'Intérieur et sur lesquels il n'a point été statué[4]